# Keltská liga (organizace)
Keltská liga je nevládní nezisková organizace která prosazuje právo na sebeurčení keltské identity a kultury v Irsku, Skotsku, Walesu, Bretani, Cornwallu a na Isle of Man, které jsou známy jako keltské národy. Klade zvláštní důraz na domácí keltské jazyky. Je uznána Spojenými národy jako nevládní nezisková organizace s „Roster Statusem“ a je částí Ekonomické a sociální rady OSN.

## Názvy v různých jazycích
- An Comann Ceilteach (skotská gaelština)
- An Conradh Ceilteach (irština)
- Yn Commeeys Celtiagh (manština)
- Yr Undeb Celtaidd (velština)
- An Kesunyans Keltek (kornština)
- Ar C'hevre Keltiek (bretonština)